# Флор і Лавр

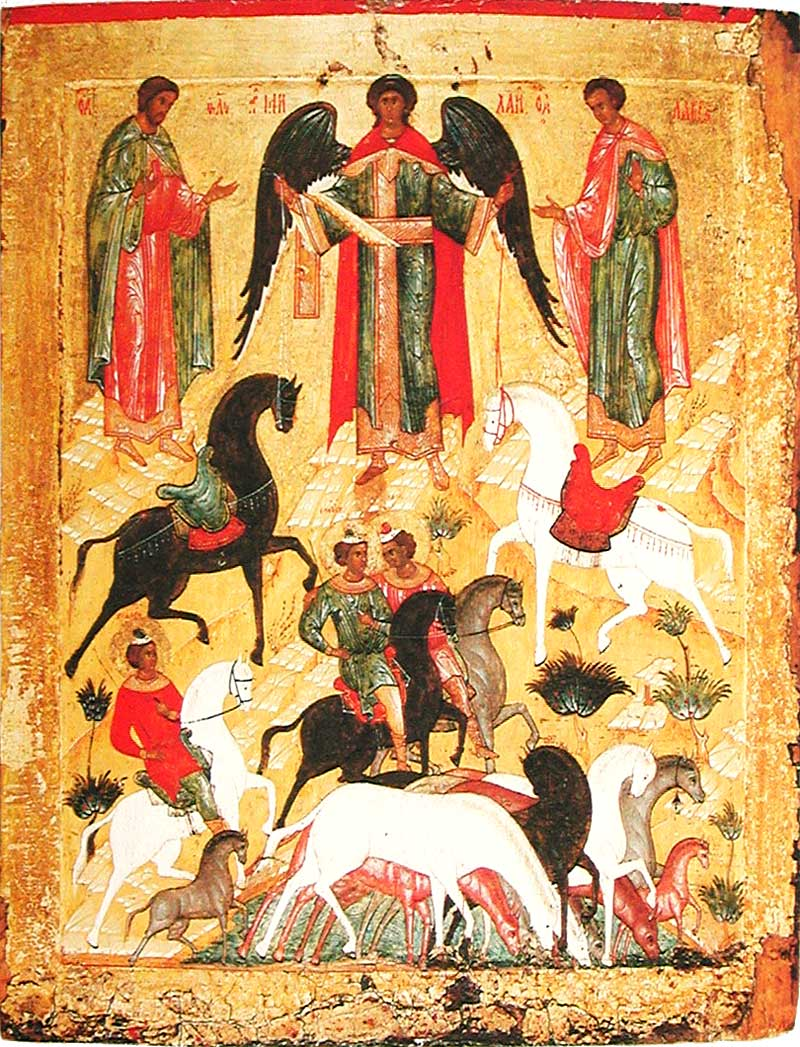
Диво про Флора і Лавра. Новгородська ікона кінця XV століття

Флор (Фрол) і Лавр — християнські мученики.
За житієм Флор і Лавр були рідними братами. Вони жили у II столітті у Візантії, потім переселилися до Іллірії. За ремеслом брати були каменотесами (їхніми вчителями у цьому мистецтві були християни Прокл і Максим, від яких брати навчилися й богоугодного життя). Правитель послав братів до сусідньої області для роботи над споруджуваним язичницьким храмом. Святі працювали на будівництві, роздаючи зароблені гроші жебракам, самі ж дотримувалися суворого посту та невпинно молилися. Одного разу син місцевого жерця Мамертіна необережно підійшов до будівництва і уламок каменя потрапив йому в око, сильно пошкодивши його. Святі Флор і Лавр пообіцяли батьку юнака, що його син отримає зцілення. Вони взяли юнака до себе і настановили на віру у Христа. Після цього він одужав. Побачивши таке диво батько хлопця також увірував у Христа. Коли будівля храму була закінчена, брати зібрали християн, які допомагали при будівництві, розтрощили ідолів та поставили у східній частині храму святий хрест. Дізнавшись про це, начальник області засудив до спалення колишнього жерця Мамертіна з його сином та 300 християн. Мученики Флор і Лавр були кинуті у порожній колодязь й засипані землею. Через багато років святі мощі мучеників Флора і Лавра були знайдені нетлінними й перенесені до Константинополя.

## Вшанування пам'яті

### Православ'я на землях Руси
День пам'яті святих мучеників Флора і Лавра відзначається православною церквою 18 серпня. В Русі здавна вважалося, що худоба знаходиться під заступництвом саме цих святих. За усним переказом, що зберігся у Новгородській землі, з відкриттям мощей святих мучеників Флора і Лавра припинився падіж худоби. Тоді й почалося шанування святих як покровителів коней. Це шанування, можливо, прийшло в Русь з Балкан — батьківщини святих братів. Саме там виник переказ про те, що мученики Флор і Лавр були навчені Архангелом Михаїлом мистецтву керувати кіньми. У стародавніх іконописних оригіналах Русі дається повчання, що святі Флор і Лавр повинні бути написані з кіньми, яким вони протегують. І дотепер у багатьох храмах та музеях збереглися прекрасні ікони святих Флора і Лавра із зображенням коней. Найбільшого поширення набув сюжет «Диво про Флора і Лавра».
У Києві на Подолі на честь святих Флора і Лавра збудований Флорівський монастир, перша письмова згадка про який датується 1566 роком. Гетьман Петро Сагайдачний наприкінці свого життя надав кошти для будівництва нової церкви при монастирі.

### Католицизм
Католики теж шанують Флора і Лавра як мучеників та святих. День пам'яті — 18 серпня.